# سازمان‌های موثر در انقلاب ۱۳۵۷
بسیاری از سازمان‌ها، احزاب و گروه‌های چریکی در انقلاب ۱۳۵۷ نقش داشتند. برخی از آنها بخشی از شبکه آیت‌الله خمینی بودند و از جنبش جمهوری اسلامی دین‌سالار حمایت می‌کردند. در حالی که برخی دیگر این کار را نکردند؛ و با به قدرت رسیدن خمینی سرکوب شدند. برخی از گروه‌ها پس از سقوط دودمان پهلوی ایجاد شدند و همچنان به فعالیت خود ادامه می‌دهند. دیگر گروه‌ها نیز به سرنگونی شاه کمک کردند اما دیگر وجود ندارند.

## گروه‌های مخالف قبل از انقلاب
قبل از انقلاب ۱۳۵۷، گروه‌های اپوزیسیون به سه دسته عمده تقسیم می‌شدند: مشروطه‌خواه، مارکسیست و اسلام‌گرا.
مشروطه‌خواهان، که جبهه ملی ایران شامل آنها می‌شد، خواستار بازگشت قوانین پادشاهی مشروطه از جمله انتخابات آزاد بودند. با این حال، بدون انتخابات یا خروجی‌هایی برای فعالیت‌های سیاسی مسالمت‌آمیز، ارتباط خود را از دست داده بودند و طرفداران کمی داشتند.
گروه‌های مارکسیست عمدتاً گروه‌های چریکی‌ای بودند که با ترور و مبارزه مسلحانه برای سرنگونی حکومت پهلوی تلاش می‌کردند. آنها غیرقانونی بودند و توسط دستگاه امنیت داخلی کشور یعنی ساواک به شدت سرکوب شدند. این گروه‌ها شامل حزب توده ایران، سازمان چریک‌های فدایی خلق ایران و چریک‌های فدایی خلق ایران جدا شده، دو سازمان مسلح؛ و برخی از گروه‌های کوچک می‌شدند. گرچه آنها نقش مهمی در انقلاب داشتند، اما هرگز نتوانستند پایگاه حمایتی بزرگی را ایجاد کننند.
اسلام‌گرایان به چند گروه تقسیم می‌شدند. نهضت آزادی ایران که توسط اعضای مذهبی جبهه ملی ایران تشکیل شده بود. این گروه نیز یک گروه مشروطه‌خواه بود و می‌خواست با روش‌های سیاسی قانونی علیه شاه مقابله کند. این جریان شامل افرادی همچون مهدی بازرگان و آیت‌الله سید محمود طالقانی می‌شد. مجاهدین خلق ایران یک سازمان مسلح شبه‌مارکسیستی بود که مخالف نفوذ روحانیت بود و بعدها با جمهوری اسلامی مبارزه کرد. نویسندگان و سخنرانان فردی مانند علی شریعتی و مرتضی مطهری کارهای مهمی را خارج از این احزاب و گروه‌ها انجام دادند.
گروه‌های اسلام‌گرا که در نهایت پیروز شدند، پیروان وفادار آیت‌الله خمینی بودند. آنها شامل چند گروه کوچک اسلام‌گرای مسلح بودند که پس از انقلاب در سازمان مجاهدین انقلاب اسلامی به هم پیوستند. حزب مؤتلفه اسلامی توسط بازاریان مذهبی تأسیس شد. جامعه روحانیت مبارز شامل افرادی از جمله مرتضی مطهری، آیت‌الله سید محمد بهشتی، محمدجواد باهنر، اکبر هاشمی رفسنجانی و محمد مفتح بود که بعدها دولتمردان اصلی جمهوری اسلامی شدند. آنها برای مبارزه با شاه از رویکرد فرهنگی استفاده کردند.
به دلیل سرکوب داخلی، گروه‌های مخالف خارج از کشور مانند کنفدراسیون جهانی محصلین و دانشجویان ایرانی-اتحادیه ملی، شاخه برون مرزی نهضت آزادی ایران و انجمن اسلامی دانشجویان برای انقلاب بسیار مهم بودند.

## گروه‌ها و نهادهای انقلابی خمینی‌گرا

### شورای انقلاب
«شورای انقلاب» توسط خمینی برای مدیریت انقلاب در ۲۱ دی ۱۳۵۷، اندکی پیش از بازگشت او به ایران، تشکیل شد. وجود این شورا در دوران نه چندان امن اوایل انقلاب از نظرها مخفی نگه داشته شد. به گفته هاشمی رفسنجانی، خمینی بهشتی، مطهری، رفسنجانی، باهنر و موسوی اردبیلی را به عنوان اعضای شورا انتخاب کرد. اعضای شورا افرادی همچون مهدی بازرگان، آیت‌الله سید محمود طالقانی، آیت‌الله سیدعلی خامنه‌ای، ابوالحسن بنی‌صدر، محمدرضا مهدوی کنی، یدالله سحابی، مصطفی کتیرایی، احمد صدر حاج‌سیدجوادی، سید محمدولی قرنی و علی‌اصغر مسعودی برای شورای انقلاب برگزیدند. این شورا مهدی بازرگان را به‌عنوان نخست‌وزیر دولت موقت خمینی پیشنهاد کرد و او نیز پذیرفت.
پس از به قدرت رسیدن انقلاب، این شورا تا تشکیل مجلس اول در ۷ خرداد ۱۳۵۹ به یک نهاد قانون‌گذاری تبدیل شد که احکام صادر می‌کرد در ۲۰ مرداد ۱۳۵۹ قوانین مصوب این شورا در جمهوری اسلامی ایران قانونی شناخته شد.

### دولت موقت انقلابی

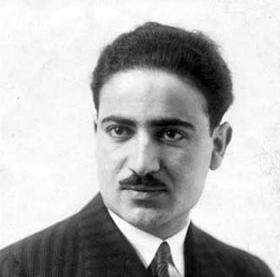
نخست‌وزیر ایران مهدی بازرگان مدافع دموکراسی و حقوق شهروندی بود. او همچنین با انقلاب فرهنگی و تسخیر سفارت آمریکا مخالفت کرد.

دولت موقت انقلابی یا «دولت موقت ایران» (۵۸–۱۳۵۷) اولین دولتی بود که پس از سرنگونی پادشاهی در ایران تأسیس شد. این دولت به دستور آیت‌الله خمینی در ۱۳ بهمن ۱۳۵۷ در حالی که شاپور بختیار (آخرین نخست‌وزیر شاه) هنوز مدعی قدرت بود، تشکیل شد.

آیت‌الله خمینی در ۱۳ بهمن ۱۳۵۷ طی حکم زیر بازرگان را به عنوان نخست‌وزیر «دولت موقت انقلاب» منصوب کرد:
‏ «جناب آقای مهندس مهدی بازرگان‏، بنا به پیشنهاد شورای انقلاب، بر حَسَب حق شرعی و حق قانونی ناشی از آرای اکثریت قاطع قریب به اتفاق ملت ایران که طی اجتماعات عظیم و تظاهرات وسیع و متعدد در سراسر ایران نسبت به رهبری جنبش ابراز شده است، و به موجب اعتمادی که به ایمان راسخ شما به مکتب مقدس اسلام و اطلاعی که از سوابقتان در مبارزات اسلامی و ملی دارم، جنابعالی را بدون در نظر گرفتن روابط حزبی و بستگی به گروهی خاص، ‏مأمور تشکیل دولت موقت می‌نمایم تا ترتیب ادارهٔ امور مملکت و خصوصاً انجام رفراندم و رجوع به آرای عمومی ملت دربارهٔ تغییر نظام سیاسی کشور به جمهوری اسلامی و تشکیل مجلس مؤسسان از منتخبین مردم جهت تصویب قانون اساسی نظام جدید و انتخاب مجلس نمایندگان ملت بر طبق قانون اساسی جدید را بدهید. ‏ مقتضی است که اعضای دولت موقت را هر چه زودتر با توجه به شرایطی که مشخص نموده‌ام تعیین و معرفی نمایید. کارمندان دولت و ارتش و افراد ملت با دولت موقت شما همکاری کامل نموده و موفقیت شما و دولت موقت را در این مرحلهٔ حساس تاریخی از خداوند متعال مسئلت می‌نمایم. ‏»

روح‌الله الموسوی الخمینی‏
خمینی با بیشتر توضیح دادن حکمش، به روشنی اعلام کرد که ایرانیان به اطاعت از بازرگان دستور داده شده‌اند و این یک وظیفه شرعی است.
آن اینکه من که ایشان را حاکم کردم، یک نفر آدمی هستم که به واسطهٔ ولایتی که از طرف شارع مقدس دارم، ایشان را قرار دادم. ایشان را که من قرار دادم واجبُ الاْتِّباع است، ملت باید از او اتّباع کند. یک حکومت عادی نیست، یک حکومت شرعی است؛ باید از او اتّباع کنند. مخالفت با این حکومت مخالفت با شرع است، قیام بر علیه شرع است. قیام بر علیه حکومت شرع جزایش در قانون ما هست، در فقه ما هست؛ و جزای آن بسیار زیاد است. من تنبه می‌دهم به کسانی که تخیل این معنی را می‌کنند که کارشکنی بکنند یا اینکه خدای نخواسته یکوقت قیام بر ضد این حکومت بکنند، من اعلام می‌کنم به آنها که جزای آنها بسیار سخت است در فقه اسلام. قیام بر ضد حکومت خدایی قیام بر ضد خداست؛ قیام بر ضد خدا کفر است.
مهدی بازرگان در ۲۳ بهمن ۱۳۵۷ کابینه ۷ نفره خود را سه روز پس از پیروزی انقلاب، و در زمانی که ارتش بی‌طرفی خود را در درگیری بین حامیان خمینی و بختیار اعلام کرد معرفی کرد. بختیار در روز پیروزی انقلاب یعنی ۲۲ بهمن استعفا داد.
دولت موقت اغلب به عنوان «تابع» شورای انقلاب توصیف می‌شد و با کمیته‌های متعددی که با اقتدار دولت رقابت می‌کردند با مشکلاتی روبرو بود
پس از گروگان گرفته شدن مقامات سفارت آمریکا در ۱۳ آبان ۱۳۵۸، بازرگان استعفا داد و دولت وی سقوط کرد. سپس قدرت به دست شورای انقلاب رسید. بازرگان از طرفداران پیش‌نویس قانون اساسی انقلابی اولیه بود تا یک کومت دین‌سالار که توسط فقها کنترل می‌شد، و پس از آن که استعفای او بدون شکایت توسط خمینی دریافت شد، خمینی گفت: «آقای بازرگان… کمی خسته بود و ترجیح داد مدتی در حاشیه بماند.» خمینی بعداً انتصاب بازرگان را یک «اشتباه» توصیف کرد.
اولین کمیته‌های انقلاب اسلامی به عنوان سازمان‌هایی خودمختار در اواخر سال ۱۳۵۷ «در همه جا سبز شدند». آنها با سازماندهی در مساجد، مدارس و محل کار، مردم را بسیج کردند، اعتصابات و تظاهرات را سازماندهی کردند و کالاهای کمیاب را توزیع کردند. پس از ۲۵ بهمن، بسیاری از سیصدهزار تفنگ و مسلسل فرعی ضبط شده از زرادخانه‌های نظامی به کمیته‌هایی ختم شد که اموال را مصادره کردند و کسانی را که معتقد بودند ضدانقلاب بودند دستگیر کردند. فقط در تهران ۱۵۰۰ کمیته وجود داشت. بین کمیته‌ها و سایر مراکز قدرت، خصوصاً دولت موقت تضاد وجود داشت.
برای مقابله با این موضوع، در ۲۱ بهمن، کمیته‌های انقلاب اسلامی به جمع‌آوری سلاح، سازماندهی انقلابیون مسلح و به‌طور کلی مبارزه با هرج و مرج در پی فروپاشی نیروی انتظامی و ضعف ارتش متهم شدند. خمینی آیت‌الله مهدوی کنی را مسئول کمیته‌ها کرد. آنها به عنوان «چشم و گوش» حکومت جدید عمل کردند و منتقدان آنها را به «دستگیری‌های خودسرانه، اعدام‌ها و مصادره اموال» نسبت می‌دهند. در تابستان ۱۳۵۸، کمیته‌ها برای ریشه‌کن کردن نفوذ جنبش‌های چریکی چپ‌گرا که در آنها نفوذ کرده بود، پاک‌سازی شدند. کمیته‌های انقلاب اسلامی در سال ۱۳۷۰ با شهربانی و ژاندارمری ادغام شدند و فرماندهی انتظامی جمهوری اسلامی ایران معروف به نیروی انتظامی را تشکیل دادند.

### حزب جمهوری اسلامی
حزب جمهوری اسلامی توسط نایب‌رئیس مجلس خمینی محمد بهشتی و ائتلاف احزاب اسلامی در چند روز پس از ورود خمینی به ایران راه‌اندازی شد. این سازمان متشکل از سازمان مجاهدین انقلاب اسلامی، بازاری‌ها و «قسمت بزرگی از روحانیونی که فعالیت سیاسی داشتند» بود. این سازمان «در هر سطحی از جامعه، از ادارات دولتی گرفته تا تقریباً تمام محله‌های شهر…» و برای ایجاد یک حکومت دین‌سالار به رهبری ولایت فقیه در ایران با غلبه بر مخالفان و اعمال قدرت در خیابان از طریق حزب‌الله تلاش کرد.
این حزب اکثریت را در مجلس اول به دست آورد، اما با رئیس‌جمهور اول، ابوالحسن بنی‌صدر، که عضو حزب نبود، درگیر شد. حامیان بنی‌صدر سرکوب شدند و بنی‌صدر در ۳۱ خرداد ۱۳۶۰ استیضاح و از سمت خود عزل شد. در پی آن یک کمپین وحشت علیه حزب جمهوری اسلامی توسط گروه چریکی مجاهدین خلق راه‌اندازی شد. در ۷ تیر ۱۳۶۰، یک بمب‌گذاری در دفتر حزب جمهوری اسلامی رخ داد که عوامل جمهوری اسلامی معتقدند که عامل این بمب‌گذاری بوده است. این بمب‌گذاری منجر به کشته شدن حدود ۷۰ نفر از مقامات عالی‌رتبه، اعضای کابینه و نمایندگان مجلس از جمله محمد بهشتی، دبیرکل حزب و رئیس شورای عالی قضایی شد. پس از این بمب‌گذاری محمدجواد باهنر دبیرکل حزب جمهوری اسلامی شد، اما درنهایت در هشتم شهریور ترور شد و سیدعلی خامنه‌ای دبیرکل حزب شد. به‌دلیل این حوادث و دیگر ترورها، حزب جمهوری اسلامی در سال ۱۳۶۰ ضعیف شد. در نهایت حزب جمهوری اسلامی با درخواست خامنه‌ای و اکبر هاشمی رفسنجانی و موافقت خمینی به دلیل اختلاف‌های داخل حزبی در سال ۱۳۶۶ منحل شد.

### سپاه پاسداران انقلاب اسلامی
سپاه پاسداران به فرمان خمینی در ۱۴ اردیبهشت ۱۳۵۸ «برای محافظت از انقلاب در برابر نیروهای برانداز یا ضد انقلابیون»، به عنوان وزنه‌ای که دربرابر گروه‌های مسلح چپ و ارتش ایران که بخشی از پایگاه قدرت شاه بود، بچربد تأسیس شد. در ابتدا شش‌هزار نفر استخدام شدند و آموزش دیدند، اما سپاه در نهایت به یک نیروی نظامی «تمام عیار» با شاخه‌های نیروی هوایی و دریایی تبدیل شد. کار سپاه شامل وظایف نظامی متعارف، کمک به نیروهای اسلامی خارج از کشور، مانند حزب‌الله لبنان، و امنیت داخلی، مانند سرکوب قاچاق مواد مخدر، شورش‌های معترضان، و رفتار غیراسلامی مردم است. از سپاه به عنوان «بدون شک قوی‌ترین نهاد انقلاب» یاد شده است»

### بسیج
«بسیج مستضعفین» به فرمان خمینی در سال ۱۳۵۹ تأسیس شد تا توسط سپاه پاسداران سازماندهی شود. هدف این سازمان بسیج داوطلبان بامهارت مانند پزشکان یا مهندسان بود، اما در درجه اول، هدف بسیج مستضعفین بسیج افراد خیلی پیر یا جوان برای خدمت در سایر ارگان‌ها بود. بسیج مستضعفین اغلب امنیت را تأمین می‌کرد و به پلیس و ارتش کمک می‌کرد. بسیج همچنین برای حمله به تظاهرکنندگان مخالف و غارت دفاتر روزنامه‌های مخالف، که تصور می‌شد دشمنان انقلاب بودند، مورد استفاده قرار گرفت.

### حزب‌اللهی
حزب‌اللهی‌ها یا اعضای حزب خدا «اوباش مسلحی» بودند که به تظاهرکنندگان و دفاتر روزنامه‌های منتقد خمینی حمله کردند و بعداً طیف وسیع‌تری از فعالیت‌ها به دلایل «اخلاقی» یا «فرهنگی» نامطلوب بودند را انجام دادند. حزب‌الله یک سازمان مستقل با ساختاری قوی نیست، بلکه بیشتر جنبشی از گروه‌هایی بود که معمولاً در اطراف یک مسجد جمع می‌شدند. اگرچه در اوایل انقلاب خمینی‌گرایان - آنهایی که در حزب جمهوری اسلامی بودند - ارتباط با حزب‌الله را انکار می‌کردند، اما تداوم حملات آن اراده خودجوش مردم بود که دولت هیچ کنترلی بر آن نداشت، در واقع حزب‌الله تحت نظارت «یک جوان تحت‌تأثیر خمینی» به نام هادی غفاری بود.

### مجلس خبرگان قانون اساسی
مجلس هفتاد و سه نفره خبرگان قانون اساسی در تابستان ۱۳۵۸ برای نگارش قانون اساسی جدید جمهوری اسلامی انتخاب شد. این مجلس در ابتدا به عنوان راهی برای تسریع اجرای پیش‌نویس قانون اساسی‌ای بود که حامیان خمینی زمانی که خمینی هنوز در تبعید بود نوشته بودند، اما چپ‌ها آن را بیش از حد محافظه‌کارانه می‌دانستند و می‌خواستند تغییرات اساسی‌ای در آن پیش‌نویس بیافرینند. از قضا این مجلس بود که تغییراتی ایجاد کرد، اصول دین‌سالاری را به رهبری ولایت فقیه نهادینه کرد، اصل ولایت فقیه را به مقام معظم رهبری اضافه کرد و قدرت و شخصیت روحانی شورای نگهبان را افزایش داد که می‌توانست قوانین غیراسلامی را وتو کند. قانون اساسی جدید با مخالفت برخی روحانیون از جمله آیت‌الله محمدکاظم شریعتمداری و فعالان سکولاری مواجه شد که خواستار تحریم این قانون بودند. درنهایت قانون اساسی جمهوری اسلامی در یک همه‌پرسی در ۱۱ و ۱۲ آذر ۱۳۵۸ با بیش از ۹۸ درصد آرا تصویب شد.

## احزاب و جنبش‌های پس از انقلاب

### دانشجوی مسلمان پیرو خط امام
دانشجویان مسلمان پیرو خط امام، گروهی از دانشجویان هوادار خمینی بودند که پس از آن که آمریکا شاه را برای درمان سرطانش در آمریکا پذیرفت، در ۱۳ آبان ۱۳۵۸ سفارت آمریکا در تهران را اشغال کردند. اگرچه دانشجویان بعداً گفتند که انتظار نداشتند سفارت را برای مدت طولانی اشغال کنند، اما اقدام آنها با حمایت رسمی مواجه شد و بحران گروگان‌گیری در ایران را آغاز کرد که در آن اتفاق دانشجویان پیرو خط امام ۵۲ دیپلمات آمریکایی را به مدت ۴۴۴ روز گروگان گرفتند.

### انصار حزب‌الله
انصار حزب‌الله یک گروه اسلام‌گرای محافظه‌کار افراطی ستیزه‌جو در ایران است. گفته می‌شود که آنها همراه با بسیج «نماینده یک عنصر کلیدی در تسلط جمهوری اسلامی بر قدرت، یعنی استفاده از سرکوب خشونت‌آمیز» تجمعات مخالفان هستند. ایدئولوژی آن حول محور ارادت به خمینی و اعتقاد ایشان به ولایت فقیه و حذف نفوذهای غیر اسلامی خارجی است.